# NGC 4323
NGC 4323 (również PGC 40171) – galaktyka soczewkowata (SB0), znajdująca się w gwiazdozbiorze Warkocza Bereniki. Należy do Gromady w Pannie.

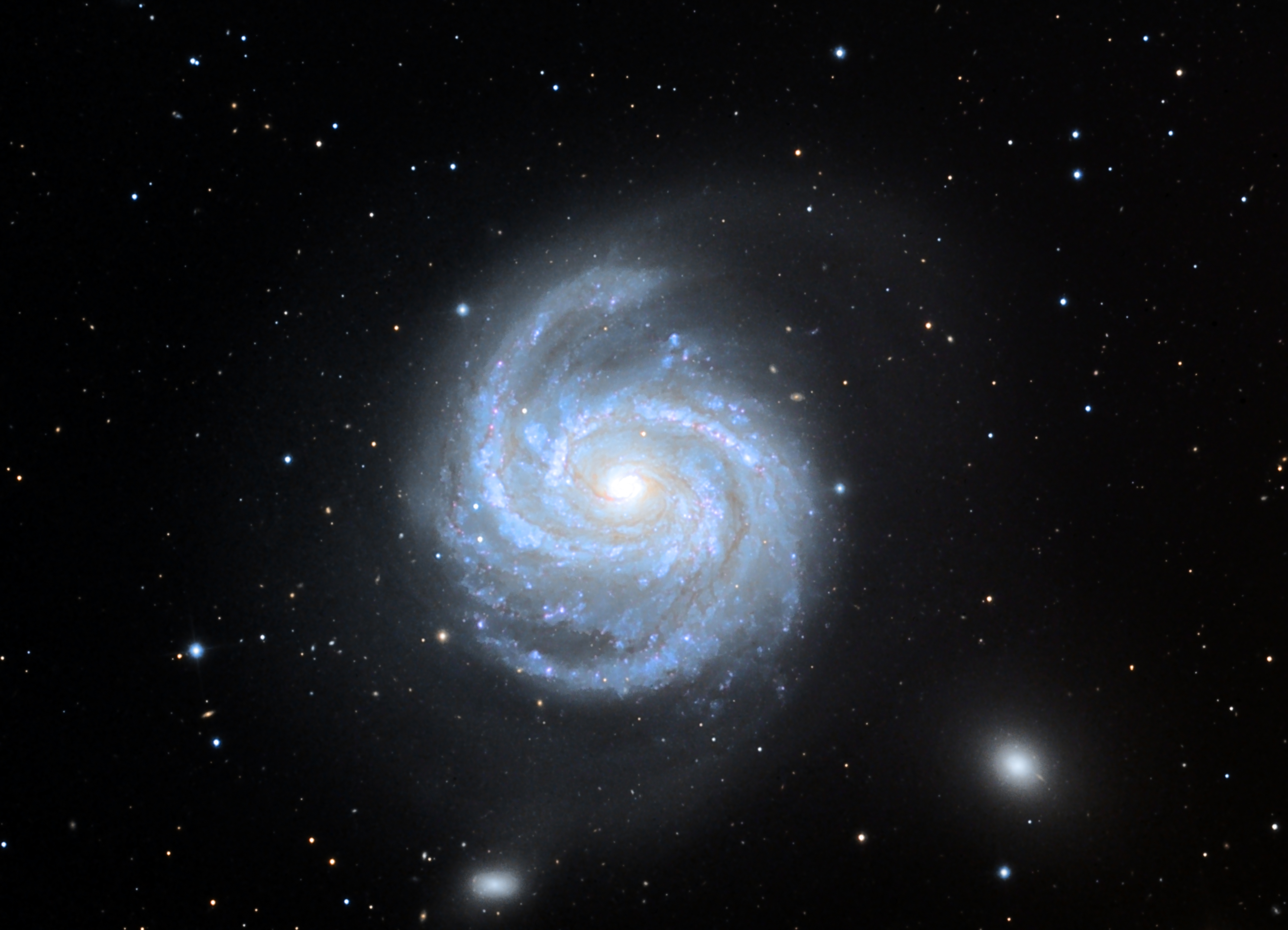
Galaktyki: Messier 100, NGC 4323 (u dołu z lewej) i NGC 4328 (u dołu z prawej)

Galaktykę NGC 4323 odkrył w 1882 roku Wilhelm Tempel. Drugi z obiektów zaobserwowanych przez niego w tej okolicy nieba otrzymał oznaczenie NGC 4322. W niektórych katalogach (np. w bazie SIMBAD) NGC 4322 to alternatywne oznaczenie galaktyki NGC 4323, jest to jednak identyfikacja błędna, gdyż odkrywca wyraźnie napisał, że zaobserwował dwa obiekty na północ od Messier 100, czyli NGC 4322 i NGC 4323 nie mogą być tym samym obiektem. NGC 4322 to prawdopodobnie jedna z widocznych w tej okolicy nieba gwiazd.